# Ivar Öhman (1914–1989)
Oscar Ivar Öhman, född 19 januari 1914 i Timrå, Västernorrlands län, död 25 augusti 1989 i Gustav Vasa församling i Stockholm, var en svensk redaktör och ambassadör.

## Biografi
I sin ungdom deltog Ivar Öhman i den kommunistiska ungdomsrörelsen i Sundsvall. Som 15-åring bildade han pionjärklubben avd. 53 International, som var en del av Arbetarbarnens förbund. Han startade sin första tidning med namnet Arbetarungdomen vid 16 års ålder. Efter avslutat läroverk 1931 började han 17 år gammal, som journalist i sin far Oscar Öhmans tidning Norrlands-Kuriren. Han befattade sig i huvudsak med kulturjournalistik. Vid sidan om arbetet i Norrlands-Kuriren startade han tidningen Unga röster år 1932 tillsammans med författaren och ungdomsvännen Lars Ahlin. Öhman var chefredaktör för tidningen Folket i Bild 1946–1962. Han var också ansvarig för utgivningen av FiBs folkböcker vilket innebar att han hade mycket kontakt med författare som Vilhelm Moberg, Moa Martinson och Jan Fridegård. Öhman var pressattaché i Oslo 1963, pressråd 1970 och ambassadör i Aten 1976–1980. Ivar Öhman är gravsatt i minneslunden på Norra begravningsplatsen utanför Stockholm.